# 十四號派恩維爾鎮區 (北卡羅萊納州梅克倫堡縣)
十四號派恩維爾鎮區（英語：Township 14, Pineville）是位於美國北卡羅萊納州梅克倫堡縣的一個鎮區。

## 地方資料
十四號派恩維爾鎮區的面積為17.09平方千米，皆為陸地。根據2020年美國人口普查的數據，當地共有人口10780人，而人口密度為每平方千米630.78人。